# Papillon (razza canina)
Il Papillon è una delle due varietà dell'Épagneul nano continentale. Questa varietà è nata originariamente con orecchie pendenti (Phalène). Solo verso la fine del XIX secolo è stata selezionata la varietà con grandi orecchie erette che ricordano delle ali di farfalla, e che danno il nome alla razza. Le due varietà Papillon e Phalenè, possono ricorrere casualmente nella stessa cucciolata, in quanto l'una discende dall'altra. Secondo molti allevatori il Papillon è il cane più intelligente e più facile da addestrare di tutti i cani di piccola taglia. Impara i nuovi comandi più velocemente di qualsiasi altra razza e perciò può essere addestrato molto facilmente". Sono considerati tra le prime cinque razze più facilmente addestrabili per le gare di obbedienza.

## Descrizione

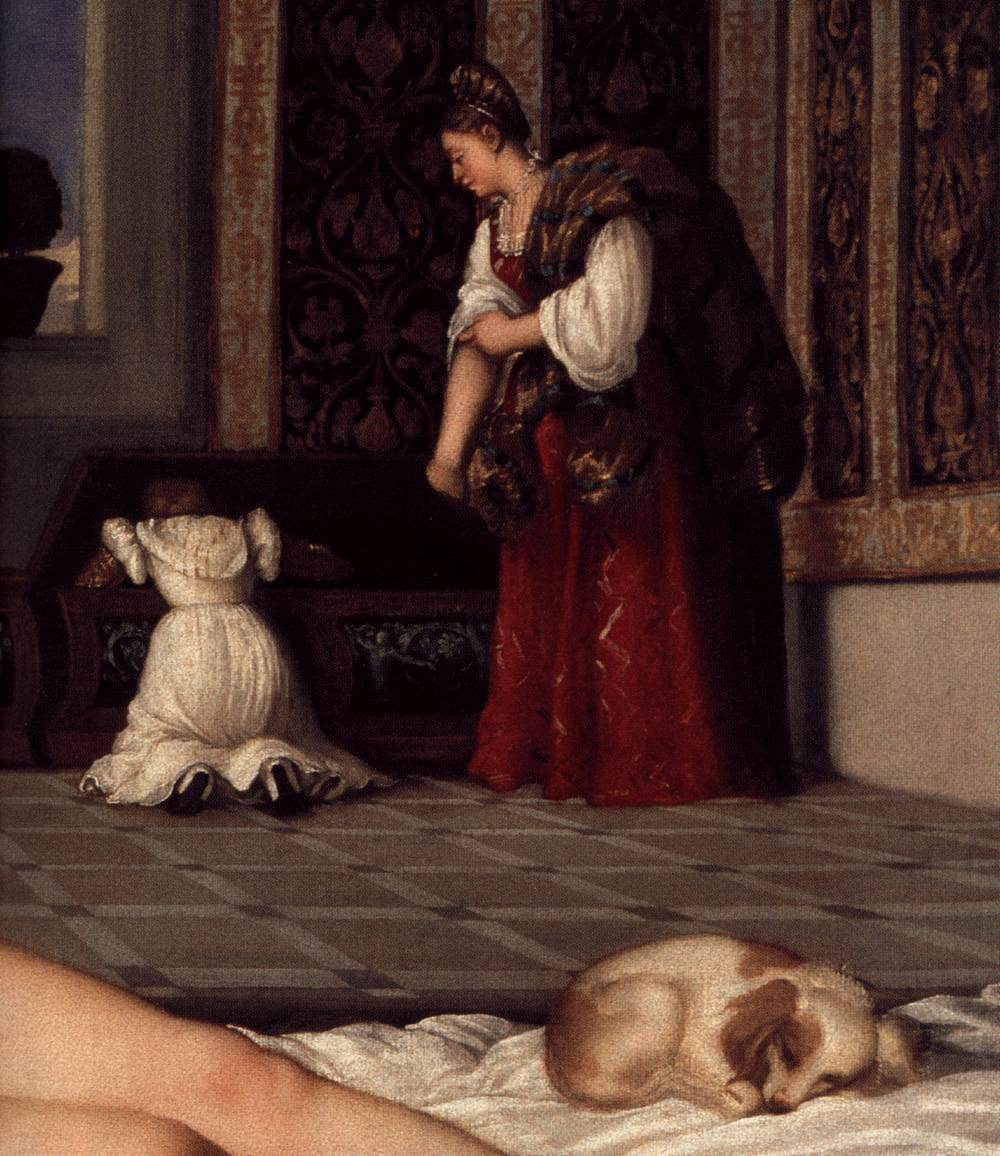
Dettaglio de "La venere di Urbino", (1538) Tiziano Vecellio

Il Papillon (dal francese "farfalla"), chiamato anche Continental Toy Spaniel, Spaniel nano continentale o Epagneul nain Continental, Butterfly Dog e Pap, fa parte degli Spaniel nani o toy. 
Uno dei più antichi Spaniel, deriva il suo nome dalla caratteristica forma a farfalla che assumono le orecchie, molto grandi, con lunghe frange ben portate. Un Epagneul Nano Continentale con le orecchie pendenti, viene chiamato Phalène. L'FCI Fédération cynologique internationale considera i Phalène e i Papillon come due varietà di una sola razza.
Il cranio è piccolo e leggermente arrotondata, ma non troppo, con uno stop ben definito, ma non troppo brusco. Il muso è piuttosto corto, più corto del cranio, fine ed appuntito, non scavato ai lati, il tartufo deve essere nero e non deve essere all'insù. Gli occhi devono essere lievemente a mandorla e con le rime nere, mai sporgenti, devono essere di colore scuro e posizionati piuttosto in basso nella testa. Le grandi orecchie possono essere erette o pendenti, hanno una grande mobilità, devono essere inserite nel retro del cranio, le punte delle orecchie devono essere arrotondate. I denti devono avere una buona chiusura. La coda piuttosto lunga ed inserita piuttosto in alto, viene portata alta sopra la schiena, coperta di pelo sottile e di media lunghezza; ma non deve mai arrotolarsi o appoggiarsi piatta sul dorso. Il morbido mantello, privo di sottopelo, è sempre con dominaza di bianco e può inoltre avere macchie di qualsiasi colore. Una maschera di un colore diverso dal bianco copre entrambe le orecchie e gli occhi. Una piccola fiamma bianca tra gli occhi è preferibile ma non indispensabile.
L'altezza massima al garrese del cane è di 28 cm, mentre il peso è compreso tra i 1,5 e i 4,5 chili.

### Comportamento

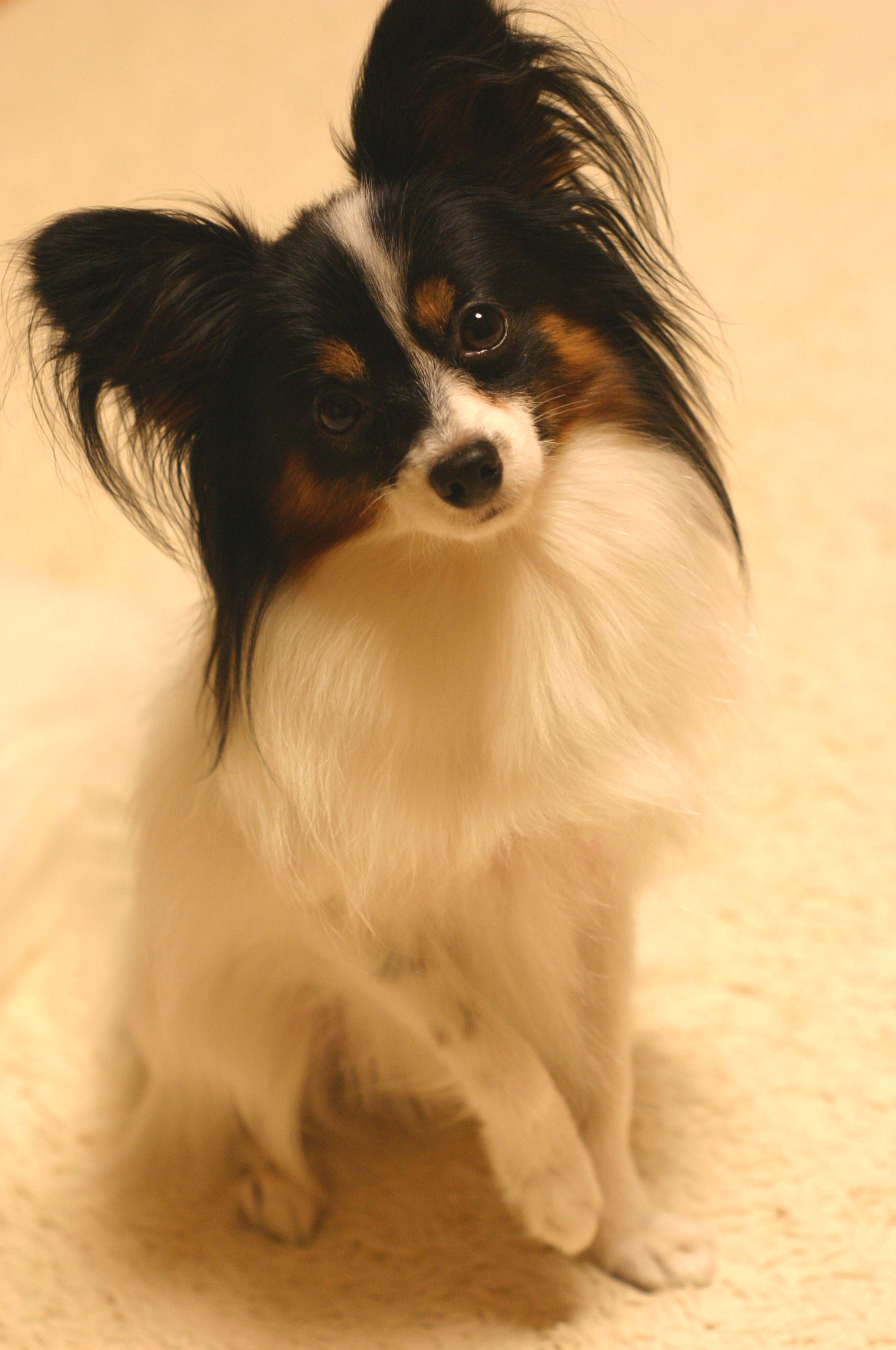
Orecchie di grandi dimensioni, a forma di farfalla, sono una delle principali caratteristiche morfologiche cui si riferisce il nome della razza.

Il Papillon è un cane molto intelligente che impara presto nuovi giochi ed è molto facile da addestrare. È molto disponibile verso i bambini e non ha paura degli sconosciuti o di altri animali. È di costituzione robusta ma, data la piccola taglia, può essere pericoloso lasciarlo nelle mani di bambini o da solo a giocare con altri cani più grandi che, anche inavvertitamente, potrebbero pestarlo o comunque danneggiarlo. Il Papillon è giocoso ed affettuoso. 
Viene considerato universalmente un ottimo cane da compagnia. 
Ha lo spirito e l'energia per tenere il passo con una famiglia attiva, ma allo stesso tempo è abbastanza tranquillo per essere felice di passare molte ore a dormire tra le braccia di un padrone più sedentario. 
Il Papillon è in grado di sopportare bene il caldo e non soffre eccessivamente il freddo.
L'aspetto più caratteristico del Papillon è che le orecchie sono grandi e ben frangiate, e danno al muso del cane un aspetto simile alle ali di una farfalla.
Un cane interamente bianco o al contrario senza macchie bianche è squalificato dalle competizioni. Una macchia bianca che si estende tra gli occhi, detta fiamma, è preferibile ad una testa interamente colorata, ma non è obbligatoria. Naso, cerchi attorno agli occhi e labbra dovrebbero essere neri. I cuscinetti delle zampe variano di colore dal nero al rosa, a seconda della colorazione del cane. La pelliccia del cucciolo è morbida al tatto fino a circa tre mesi. Le lunghe frange di pelo che caratterizzano la parte esterna/inferiore delle orecchie e danno l'aspetto tipico alla razza si sviluppano tardi, anche dopo i due anni.
Per l'FCI i seguenti difetti sono severamente penalizzati: 
- Entrambe le orecchie devono essere coperte da colori diversi dal bianco, davanti e dietro, fino a contornare entrambi gli occhi. Una leggera estensione del colletto bianco verso la base delle orecchie, o qualche pelo bianco che compare tra il pelo colorato delle orecchie, non viene penalizzato, a condizione che non diminuisca l'effetto della farfalla.
- Il cranio piatto, a forma di mela e bombato.
- Stop troppo o insufficientemente accentuato
- Tartufo non nero
- Canna nasale arcuata o concava
- Labbra e rime degli occhi depigmentate
- Enognatismo e soprattutto prognatismo
- Occhio piccolo, troppo rotondo, sporgente, di colore chiaro, che lascia vedere il bianco quando il cane guarda diritto avanti
- Dorso cifotico o insellato
- Coda arrotolata, che poggia sul dorso
- Arti anteriori arcuati
- Posteriori che visti da dietro sono fuori dalla verticale del ginocchio.
- Gli speroni posteriori
- Piedi deviati all'infuori o all'indentro
- Mantello scarso o gonfio, pelo attaccato diritto o che resta diritto, pelo lanoso o sottopelo (indica incrocio con lo Spitz)
- Lingua paralizzata, che resta visibile
Il manto è abbondante, lungo, fine, setoso e fluente. Esso deve anche avere una certa elasticità e deve essere appiattito sia sul retro sia sui fianchi. Non è presente il sottopelo. Le orecchie sono molto frangiate, hanno un rivestimento di pelo setoso di media lunghezza. La coda è lunga, ben frangiata, attaccata alta, arcuata sul dorso con le frange che cadono ai lati per formare un piccolo pennacchio. La testa è leggermente arrotondato fra le orecchie, e il muso è particolarmente apprezzato se si assottiglia, formando un brusco stop.

### Temperamento
Il temperamento di un Papillon dovrebbe essere allegro, amichevole e curioso. In nessun caso dovrebbe essere timido o aggressivo.

### Attesa di vita
I Papillion vivono normalmente anche oltre i 15 anni.

### Esercizio
Come tutti i cani, anche il Papillon ha bisogno di fare una passeggiata quotidiana. Il gioco è sicuramente un ottimo esercizio per il cane che, oltre all'attività fisica, sviluppa interesse e interattività con il padrone.

## Storia

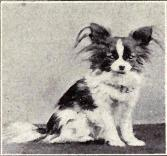
Un Papillon nel 1915.

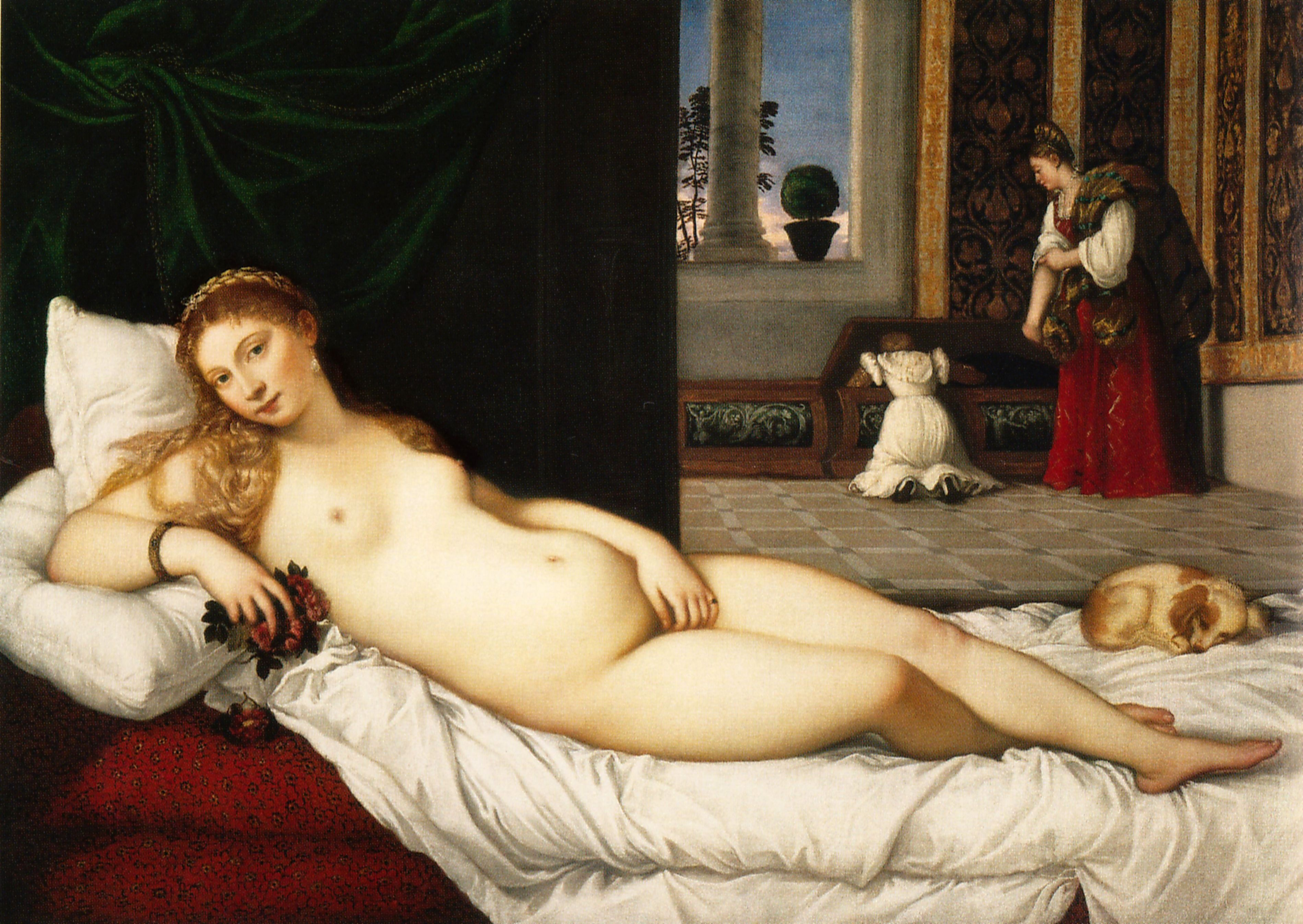
Uno dei primi cani con l'aspetto del Papillon, che compaiono nella quadristica internazionale è nella "Venere di Urbino" (1538) di Tiziano Vecellio. "L'erotismo evidente del dipinto si spiega perciò considerando i doveri matrimoniali della moglie nei confronti del marito, ma questo erotismo esplicito è moderato dal cagnolino che dorme ai piedi di Venere: il cane era il simbolo per eccellenza della fedeltà, ovvero la fedeltà tra i coniugi".. Tiziano dipinse lo stesso cane (forse di una sua favorita) in molti altri quadri.

La storia di questa razza è documentata in molte opere d'arte: uno dei primi cani con l'aspetto del Papillon, che compaiono nella quadristica internazionale è nella "Venere di Urbino" (1538) di Tiziano Vecellio. "L'erotismo evidente del dipinto si spiega perciò considerando i doveri matrimoniali della moglie nei confronti del marito, ma questo erotismo esplicito è moderato dal cagnolino che dorme ai piedi di Venere: il cane era il simbolo per eccellenza della fedeltà, ovvero la fedeltà tra i coniugi"..  Tiziano dipinse lo stesso cane (forse di una sua favorita) in molti altri quadri. Altri artisti dipinsero Papillon: Watteau, Gonzalez Coques, Rubens e Van Dyck, Fragonard, Paolo Veronese, Mignard.  Dipinto da Largillierre o da un suo discepolo, nella Wallace Collection di Londra, un Papillon si nota chiaramente in un ritratto di famiglia di Luigi XIV. Papillon sono presenti in molti ritratti di famiglie reali o tra aristocratici e ricchi mercanti. La razza era molto popolare in Inghilterra, Francia, Belgio, che il FCI considera la patria di origine dei Papillon, anche se c'è chi la colloca in Spagna, sostenendo che è stata formata a partire da uno Spaniel Nano del XVI secolo. 

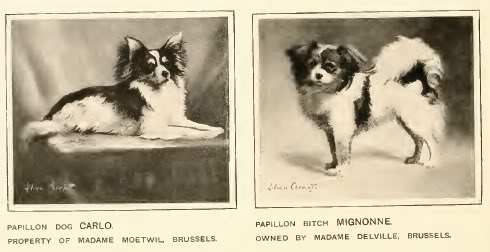
Papillon selezionati agli inizi del secolo scorso (ca.1911)

Gli Spaniel dipinti da Tiziano e dai successivi pittori che li hanno rappresentati, fino a Mignard e i suoi contemporanei, hanno le orecchie pendenti, come quelle del Phalène. Infatti le orecchie portate erette sono comparse verso la fine del XIX secolo e hanno dato alla razza il suo nome attuale di farfalla appunto.  inoltre gli Spaniel nei dipinti sono esclusivamente bianchi e rossicci o fegato a differenza dei molteplici colori che sono accettati oggi.
La lunga storia dei Papillon e la loro familiarità con le famiglie reali e l'aristocrazia d'Europa, hanno fatto sì che si sviluppassero moltissime storie su di loro. Tra le più famose la vulgata vuole che Maria Antonietta sia salita sul patibolo con il suo inseparabile Papillon in braccio Anche se non è assolutamente certo il fatto in sé, sappiamo comunque che Maria Antonietta aveva un piccolo Spaniel che era stato offerto alla corte di Francia dalla Spagna. In particolare dicono le testimonianze che il palazzo che tuttora a Parigi si chiama Papillon House, fosse la nursery in cui venivano allevati per la corte questi cani. Si dice che discendano da una razza più antica, con le orecchie pendenti: l'Epagneul Nain Continental, o Continental Dwarf/Toy Spaniel che appaiono in alcuni affreschi del XIII secolo.
I Papillon sono ancora chiamati Epagneul Nain Continental (ENC) nei Paesi non anglosassoni.  È stato usato a volte anche il nome Squirrel Spaniel, riferendosi a una varietà più antica, in cui la coda si arricciava sopra il dorso, come quella di uno scoiattolo. Una versione della storia delle due varietà di forma dell'orecchio ("papillon" per indicare l'orecchio eretto e "phalène" per indicare l'orecchio pendente) è che verso la fine del XIX secolo, gli allevatori svilupparono una versione di spaniel le cui orecchie risultavano erette e questi cani, che assumendo l'aspetto di farfalle vennero soprannominati Papillon, divennero presto molto richiesti. L'altra varietà della razza venne chiamata Phalène (che significa "falena"). Entrambi i tipi sono ancora allevati oggi e possono comparire nella stessa cucciolata. La varietà Papillon è molto più comune, anche se recentemente il Phalène ha conosciuto una rinnovata popolarità.
L'Epagneul Nano Continentale è stato ufficialmente riconosciuto dalla FCI solo nel 1937 suddividendo le 2 varietà, Papillon e Phalene.
Tra i Papillon più titolati
- Ch. Loteki Supernatural Being (chiamato "Kirby") di proprietà di John Oulton di Norwalk, Connecticut, nel 1999 divenne il primo Papillon "Best in Show" al Westminster Kennel Club show.[9][10]  Kirby diede ulteriore prestigio alla razza con la vittoria al World Dog Show di Helsinki, Finlandia, e al Royal Invitational in Canada nel 1998.[9] I Papillon hanno successo - oltre che nei concorsi di bellezza, anche in quelli di obbedienza e agility.[9]
- Multi Ch. Queen Bless Jp Royal Connection, "Ricky". Questo papillon, allevato in Belgio dal Kennel De Costalina, ha vinto tutto quello che poteva vincere, nato il 15 agosto del 2003, padre di numerosissimi campioni, è mancato nel 2012 dopo aver vissuto una vita piena di grandi successi: Crufts Group Winner 2009; World Champion '09; European Champion '09, FCI International Champion; American Champion; Belgian Champion; United Kingdom Champion (Eng); Canadian Champion; Finnish Champion; Danish Champion; Croatian Champion; French Champion; Irish Champion; Slovenian Champion; 23 Toy Group wins in 25 months; BIS (Luxembourg, Charleroi '08, Paris '09 & Genk '09); Belgian Master Throphy 2008.
- Multi Ch. Paparazzo Forussi.  Questo meraviglio Papillon Tricolor, figlio di un grandissimo campione (Silenzio's Robin Hood) è nato il 28 giugno 2003, è stato allevato e vive tuttora nell'allevamento Forussi e in pochi anni è diventato un supercampione: Campione Junior Polacco; Campione Polacco; Campione di Russia; Campione Moldavo; Campione di Lituania; Campione Baltico nel 2005.